# Leitbild
Leitbild è il decimo album in studio del gruppo musicale tedesco Blutengel, pubblicato nel 2017.

## Tracce
1. Welcome to Your New Life – 6:16
2. Lebe Deinen Traum – 3:42
3. Waste My Time – 4:19
4. Leitbild – 3:54
5. Black – 4:25
6. Scars – 4:43
7. Unser Weg – 4:12
8. Immortal – 4:23
9. The Days of Justice – 4:38
10. Complete – 4:35
11. Gott : Glaube – 4:32
12. Say Something – 4:35
13. Wasting the Years – 5:17
14. Alle Wunden – 4:40
15. The Way You Feel – 4:22
16. Der Himmel Brennt – 4:27

Disco bonus
1. Eternal Souls – 4:38
2. I Surround You – 5:03
3. One Last Time – 4:24
4. Killing Memories (Alternative) – 5:04
5. The Plague – 5:56
6. Seelenschmerz (Reworked) – 4:13
7. Eternal Souls (Pseudokrupp Project) – 5:01
8. Leitbild (Ost+Front Remix) – 3:33
9. Say Something (Batfloor – Hocico Club Mix) – 4:54
10. Waste My Time (featuring Helalyn Flowers) – 3:57